# Francisco Molinelli
Francisco Molinelli y Cano. Escultor madrileño. Discípulo de la Escuela especial de Pintura y Escultura y de Josep Piquer i Duart, profesor más tarde de la Escuela de Bellas Artes de Valencia y director de la  Escuela Superior de Artes e Industrias de Madrid

## Su estancia en Valencia
En Valencia fue profesor de escultura en la Escuela de Bellas Artes, desde 1860 a 1871. En junta de la Academia de San Carlos del 6 de mayo de 1860 se dio cuenta de una comunicación del Rector de la Universidad de Valencia trasladando una Real Orden del 1º de abril anterior en virtud de la cual se nombraba a Francisco Molinelli profesor de escultura de esta escuela de Bellas Artes En la Exposición Nacional de 1867 obtuvo una medalla de tercera clase por una escultura titulada El Honor Nacional. Al parecer, dejó Valencia a principios de 1871 para trasladarse a Madrid, junto con los también profesores Plácido Francés y Pascual y el arquitecto Ildefonso Fernández y Galvache, al quedar como excedentes, ya que se derogó la Ley de Instrucción Pública de 1857, siendo sustituido en su cátedra por el escultor Felipe Farinós y Tortosa (:w:ca).

### Virgen del Rosario
Realizó la Virgen del Rosario que avalora la fachada del Palacio del Marqués de Dos Aguas. Francisco Molinelli, en instancia firmada a 26 de febrero de 1864, dirigióse a la Real Academia de Bellas Artes de San Carlos demandando su fallo por un boceto que en barro presentaba de una imagen de la Virgen del Rosario, "en  estilo barroco", por encargo confiado por el Marqués de Dos Aguas. Examinado dicho boceto por la sección de Escultura, ésta emitió un informe favorable e incluso elogioso el 2 de marzo de 1864, considerando que no debía ofrecerse inconveniente en que la Academia presentase su aprobación, lo cual se verificó en la junta del 6 de marzo.
Aún había de pasar algún tiempo hasta que Molinelli llevase a término definitivo la imagen; noticia que el diario La Opinión se aprestó a publicar el 9 de abril de 1865, informando a sus lectores de la conclusión de la "colosal imagen de Nuestra Señora del Rosario" destinada al retablo, que por privilegio especial, continuaban teniendo los marqueses de Dos Aguas en la fachada de su casa-palacio. Comentábase, además, que dicha imagen, de colosales proporciones y realizada en yeso por motivos especiales del lugar donde debía colocarse, había sido ejecutada por el profesor de escultura Sr. Molinelli, quien no había podido prescindir de dar a su obra "el carácter de las demás esculturas de Ignacio Vergara" que decoraban la fachada.

## Su estancia en Madrid

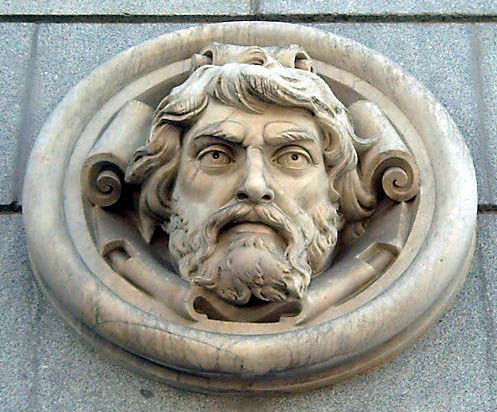
Medallón.

En Madrid recibió encargos de suma importancia, como el efectuado por el Marqués de Portugalete, consistente en cuatro heraldos para las hornacinas de una estancia de su palacio, con los correspondientes ornatos, jambas y frontis. Más importante aún fue su intervención en la reforma y remodelación decorativa de la iglesia de San Francisco el Grande, donde desde 1881 a 1889, fecha en que se reinauguró el templo, colaboraron los más destacados artistas españoles de la segunda mitad del siglo XIX. Realizó para dicha iglesia los dos ángeles guardianes que adornan la rotonda, según dibujos de Carlos Luis de Ribera y Fieve, San Marcos y San Lucas de la Capilla Mayor, y algunos otros ornamentos, en los que colaboró nuevamente con Pedro Nicoli.
También realizó trabajos en el Palacio de la Bolsa de Madrid.